# Yemen ai Giochi della XXVIII Olimpiade
Lo Yemen partecipò ai Giochi della XXVIII Olimpiade, svoltisi ad Atene, Grecia, dal 13 al 29 agosto 2004, con una delegazione di 3 atleti impegnati in tre discipline.

## Risultati

### Atletica leggera
| Q | Qualificato al turno successivo per la posizione in qualificazione                                                           |
| q | Qualificato per il turno successivo per ripescaggio o, negli eventi su campo, conquistando la misura minima per qualificarsi |

Maschile
Eventi su pista e strada
| Atleta           | Evento      | Batteria  | Batteria   | Semifinale      | Semifinale      | Finale          | Finale          |
| Atleta           | Evento      | Risultato | Classifica | Risultato       | Classifica      | Risultato       | Classifica      |
| ---------------- | ----------- | --------- | ---------- | --------------- | --------------- | --------------- | --------------- |
| Saeed al-Adhreai | 400 m piani | 49"39     | 8º         | non qualificato | non qualificato | non qualificato | non qualificato |

### Nuoto
Maschile
| Atleta       | Evento            | Batteria  | Batteria   | Semifinale      | Semifinale      | Finale          | Finale          |
| Atleta       | Evento            | Risultato | Classifica | Risultato       | Classifica      | Risultato       | Classifica      |
| ------------ | ----------------- | --------- | ---------- | --------------- | --------------- | --------------- | --------------- |
| Mohamed Saad | 50 m stile libero | 29"97     | 80º        | non qualificato | non qualificato | non qualificato | non qualificato |

### Taekwondo
Maschile
| Atleta         | Evento | Ottavi               | Quarti               | Semifinali           | Ripescaggio 1        | Ripescaggio 2        | Finale / FB          | Pos.            |
| Atleta         | Evento | Avversaria Punteggio | Avversaria Punteggio | Avversaria Punteggio | Avversaria Punteggio | Avversaria Punteggio | Avversaria Punteggio | Pos.            |
| -------------- | ------ | -------------------- | -------------------- | -------------------- | -------------------- | -------------------- | -------------------- | --------------- |
| Akram Abdullah | −58 kg | Šapošnyk (UKR) P 5–7 | non qualificato      | non qualificato      | non qualificato      | non qualificato      | non qualificato      | non qualificato |